# Korallszirtihal-félék
A korallszirtihal-félék vagy korallsügérek (Pomacentridae) a sugarasúszójú halak (Actinopterygii) osztályába és a sügéralakúak (Perciformes) rendjébe tartozó család.
Rövid és lapos testüket fésűs pikkelyek fedik. Tengerek és korallszirtek lakói. Táplálékuk apró állatokból állnak.

## Előfordulásuk
A korallszirtihal-félék az óceánok trópusi és bizonyos szubtrópusi részein megtalálhatók. Egyes helyeken édes- és brakkvízben is előfordulnak. A korallsügérek kedvelt akváriumi halak. Ez azonban mindeddig nem jelentett veszélyt e család fajai számára. Az élőhelyek szétrombolása és a vízszennyeződés azonban veszélyeztethetik a korallsügéreket.

## Megjelenésük
A halak hossza legfeljebb 35 centiméter, általában azonban kevesebb. Rövid és lapos testüket fésűs pikkelyek fedik. Színezetük és alakjuk fajtól függően változó. Egyes fajok elvesztik élénk, pompás színezetüket az akváriumban.

## Életmódjuk
A korallsügérek tengerek és korallszirtek lakói. Egyesek területhez kötődnek, mások pedig nagyobb rajokban úsznak. Táplálékuk plankton, az aljzaton élő gerinctelen állatok és algák. Akváriumban 18 évig is elélhetnek; szabadon rövidebb ideig.

## Szaporodásuk
Az ivarérettséget 2-5 éves korban érik el. Az ívási időszak a mérsékelt övben tavasszal és nyáron van; a trópusokon kevésbé függ az évszaktól. Az ikrák száma akár 20 000 is lehet. A kifejlődéshez 3-7 nap kell, hogy elteljen. A hím halak gondoskodnak az ikrákról, legyezve őket és elkergetve olyan halakat, amelyek szívesen felfalnák őket.

## Rendszerezés
A családba az alábbi 33 nem tartozik:
- Abudefduf
- Acanthochromis
- Altrichthys
- Amblyglyphidodon
- Amblypomacentrus
- bohóchalak (Amphiprion)
- Azurina
- Cheiloprion
- Chromis
- Dascyllus
- Daya
- Demoisellea
- Dischistodus
- Chrysiptera
- Hemiglyphidodon
- Hypsypops
- Labrodascyllus
- Lepidozygus
- Mecaenichthys
- Microspathodon
- Nannapogon
- Neoglyphidodon
- Neopomacentrus
- Nexilosus
- Parma
- Plectroglyphidodon
- Pomacentrus
- Pomachromis
- Premnas
- Pristotis
- Similiparma
- Stegastes
- Teixeirichthys